# Only Lonely
Only Lonely è una canzone dei Bon Jovi, scritta da Jon Bon Jovi e David Bryan. Fu estratta come primo singolo dal secondo album in studio del gruppo, 7800° Fahrenheit, nell'aprile del 1985. Debuttò alla posizione #54 della Billboard Hot 100, e rimase in classifica per otto settimane. La canzone andò meglio nella classifica Mainstream Rock Tracks, dove raggiunse la #28. Nel Regno Unito, si piazzò alla #24.
Nel 1987, la canzone appare nel film drammatico La luce del giorno con Michael J. Fox, Gena Rowlands, Joan Jett e Michael McKean.
Dopo oltre venti anni dalla sua ultima esibizione dal vivo, Only Lonely è stata eseguita dai Bon Jovi il 24 marzo 2010, durante la tappa del loro The Circle Tour a Philadelphia.

## Videoclip
Il videoclip di Only Lonely è per certi versi abbastanza simile a quello realizzato per She Don't Know Me, precedente singolo dei Bon Jovi. In entrambi, infatti, si alternano scene che mostrano la band mentre esegue il brano insieme, ad altre in cui viene fatto emergere il difficile rapporto tra Jon Bon Jovi e una donna. A differenza di She Don't Know Me, però, in Only Lonely i due si conoscono bene e sono fidanzati, ma il loro è un amore che porta a tante complicazioni. Il video alla fine si conclude comunque bene, mostrandoci lo stesso Bon Jovi con la sua fidanzata, mentre camminano felici per strada insieme anche agli altri membri del gruppo.

## Tracce
Versione europea
1. Only Lonely (Versione ridotta) - 3:58 (Jon Bon Jovi, David Bryan)
2. Always Run to You - 5:00 (Bon Jovi, Richie Sambora)

## Classifiche
| Classifica (1985)             | Posizione massima |
| ----------------------------- | ----------------- |
| Stati Uniti                   | 54                |
| Stati Uniti (mainstream rock) | 28                |

## Formazione
- Jon Bon Jovi - voce
- Richie Sambora - chitarra solista, seconda voce
- David Bryan - tastiere, seconda voce
- Alec John Such - basso, seconda voce
- Tico Torres - batteria, percussioni